# Weston-on-Trent
Weston-on-Trent är en by i Derbyshire. Byn ligger i engelska East Midlands, nära Derby. Byn angränsar till Aston-on-Trent och ligger nära Chellaston och Leicestershire.